# Pi Aurigae
Pi Aurigae (π Aur / 35 Aurigae / HD 40239) es una estrella en la constelación de Auriga, situada 1 minuto de arco al norte de Menkalinan (β Aurigae). Con magnitud aparente +4,30, se encuentra a 840 años luz de distancia del sistema solar.
Pi Aurigae es una gigante roja luminosa de tipo espectral M3II. Su temperatura superficial es de 3490 K y es 9000 veces más luminosa que el Sol. Su radio, calculado a partir de la medida directa de su diámetro angular mediante interferometría, es 265 veces mayor que el radio solar —23% mayor que la distancia entre la Tierra y el Sol—. Estos parámetros permiten estimar su masa en unas 5 veces la masa solar, y muestran que la estrella está aumentando su luminosidad como estrella gigante por segunda vez, con un núcleo inerte de carbono y oxígeno, elementos procedentes de la fusión nuclear del helio.
Pi Aurigae tiene una edad aproximada de 100 millones de años, pero solo hace 13 millones comenzó su evolución como una estrella gigante. Catalogada como una variable irregular cuya variación de brillo es de 0,1 magnitudes, en un futuro probablemente se convertirá en una estrella variable Mira. Por otra parte, es una estrella «visible» en el espectro de radiofrecuencias.